# Zanthoxylum dimorphophyllum
Zanthoxylum dimorphophyllum är en vinruteväxtart som beskrevs av William Botting Hemsley. Zanthoxylum dimorphophyllum ingår i släktet Zanthoxylum och familjen vinruteväxter.

## Underarter
Arten delas in i följande underarter:
- Z. d. multifoliolatum
- Z. d. spinifolium